# یونی-تاپ ایرلاینز
یونی-تاپ ایرلاینز (به انگلیسی: Uni-Top Airlines) یک شرکت هواپیمایی با کد یاتا UW است که در ۲۰۰۹ میلادی تأسیس شده‌است. دفتر مرکزی یونی-تاپ ایرلاینز در ووهان، جمهوری خلق چین واقع شده‌است و به ۳ مقصد، پرواز انجام می‌دهد.